# Vitamin C
|  |
|  |

Vitamin C ili askorbinska kiselina je vitamin topljiv u vodi, a prisutan je u svježem voću i povrću. On je jedan od najispitanijih i najviše opisanih vitamina i prvi sintetski dobiveni vitamin. Sudjeluje kao reducens u brojnim biološkim procesima. Važan je za sintezu kolagena i karnitina te za metabolizam masnih kiselina. Najjači je antioksidans među vitaminima topljivim u vodi. Inače je vitamin C poznat po skorbutu, bolesti koja nastaje zbog njegovog nedostatka.

## Biološka važnost
Askorbinska kiselina je ketolakton sa šest ugljikovih atoma pa je po strukturi jako slična glukozi. U organizmu se reverzibilno oksidira do dehidroaskorbinske kiseline, koja posjeduje potpunu vitaminsku aktivnost. To je bijeli kristalni prah, bez mirisa, kiselog okusa i osjetljiv na svjetlost. Lako se otapa u vodi i u alkoholu te je praktički netopljiv u kloroformu i eteru. Izuzetno je nestabilna i lako gubi svojstva skladištenjem i prokuhavanjem. Podložna je oksidaciji, posebno na zraku i pod utjecajem alkalija, željeza i bakra.  
Najbogatiji izvor vitamina c su raznoliko voće i povrće. To su prije svega agrumi (naranče, mandarine, limun), šipak, višnja, crni ribiz, lisnato povrće, kupus, krumpir, paprika i dr. U mlijeku i životinjskim tkivima se nalazi malo vitamina C. Preporučene dnevne količine (RDA) za odraslu zdravu osobu iznosi 75-90 mg dok se u terapiji koriste i znatno veće doze. 

### Funkcija
Askorbinska kiselina funkcionira kao koenzim u brojnim reakcijama hidroksiliranja i amidiranja. Svojim dehidro-oblikom reverzibilni je oksido-redukcijski sustav, koji ima važnu ulogu u oksido-reduktivnim procesima i u staničnom disanju. Ima veliku ulogu u stvaranju kolagena značajnog za razvoj i regeneraciju tkiva, krvnih žila, kostiju i zuba. Vrlo je važno znati da povećava otpornost organizma prema virusnim i bakterijskim infekcijama uključujući i alergije, učinkovita je kod bolesti dišnih putova i još niz drugih bolesti.
Nedovoljan unos vitamina C može dovesti do avitaminoze. On se najčešće događa kod djece, alkoholičara i starijih osoba. Izraziti nedostatak tog vitamina dovodi do bolesti, koja se zove skorbut. Patogenetska podloga skorbuta obuhvaća nemogućnost stvaranja kolagena. Najznačajnije se promjene zbivaju na kostima i u krvnim kapilarama (kosti postaju lomljive, zglobovi otiču). Zubi postaju klimavi, a zubno meso je otečeno i krvari. Česta popratna pojava skorbuta je hipokromna anemija.
Mnogi znanstvenici preporučuju uprabu velikih doza askorbinske kiseline čak preventivno za zdraviji život. Ali ne treba pretjerivati, jer prevelike doze kalijevog askorbata (jedna od tri vrste c vitamina) mogu dovesti do stvaranja bubrežnih kamenaca dok to za unos putem natrijevog ascorbata nije potvrđeno.
Askorbat je jedan od glavnih antioksidantnih spojeva, a njegova funkcija je samostalno uklanjanje molekula slobodnih radikala i mikroba, uz potporu drugih vitamina poput vitamina E, vitamina A i minerala kao što su selen i cink.  Vitamin C ima široku lepezu blagotvornog djelovanja na organizam.
| opis djelovanja | Zdravstvene tegobe                                                                                                   | Zdravstvene tegobe |
| --- | --- | ------------------ |
| Postoje pouzdani znanstveni dokazi koji ukazuju na utjecaj C vitamina u liječenju sljedećih tegoba                                                | Bronhitis, modrica, krhkost kapilara, prehlada, glaukom, povišeni kolesterol, infekcije, skorbut, zacjeljivanje rana |                    |
| Postoje kontroverzni ili nedovoljni podaci ili tek preliminarne studije koje ukazuju na minimalni utjecaj C vitamina u liječenju sljedećih tegoba | katarakta, dijabetes, imunosna funkcija, gripa                                                                       |                    |
| Koristi se tradicionalno i ima malo znanstvenih dokaza o njegovom djelovanju u liječenju sljedećih tegoba                                         | Odvikavanje od alkohola, astma, ateroskleroza, visoki krvni tlak, sinusitis, infekcije urinarnog trakta, vitiligo    |                    |

## Vitamin C i tjelesne tegobe
Prije je preporučena doza vitamina C iznosila 60 mg, međutim danas kao što već piše gore je 75-90 mg ovisno o tome radi li se o muškarcu ili ženi, u znanstvenim krugovima se ozbiljno razmišlja o pomaku preporučene doze na 100-200 mg. Od vremena kada je prvi puta određivana optimalna doza vitamina C, znanost je naučila mnogo toga. Za prevenciju bolesti potreban je pun gram, odnosno 1000 mg, što je 13 puta više od preporučene doze. 60 mg vitamina C je sasvim dovoljno za sprječavanje pojave skorbuta i krvarenja desni. U prošlosti je koncenzus od maksimalnih 300 mg vitamina C postignut prema pretpostavci da toksična doza mora biti u nekom omjeru s najmanjom potrebnom količinom askorbinske kiseline. Posljedica takvog zaključka je nosila za sobom rijetko ispitivanje utjecaja većih doza. Međutim, u posljednja dva desetljeća stvari su se promijenile, pa je i 1000 mg politički ispravno. A stvarna doza vitamina C je mnogo veća od službeno određene količine.
Ljudi, primati, zamorci i nekoliko drugih vrsta životinja ne mogu sintetizirati C vitamin u organizmu. Životinje koje to mogu u prosjeku stvaraju 30 mg po kilogramu tjelesne težine, za osobu tešku 70 kg to znači 2 g vitamina C dnevno. Pod stresom, miševi, štakori i kunići stvaraju sedmerostruko veću količinu askorbinske kiseline. 
Prisustvo vitamina C u mokraći ne govori ništa o tome ima li u tijelu dovoljno ili previše tog vitamina. Čak četvrtina ljudi u zapadno-razvijenim zemljama konzumira manje od 35 mg vitamina C dnevno, što potkrepljuje činjenica da Vitamin C koji bismo inače konzumirali hranom toplinskom i biokemijskom obradom iščezava, a ono što ipak uđe u tijelo zbog stresa, pušenja i drugih uzroka onečišćenja poput izloženosti smogu i dimu, brzo izgara. Često upotrebljavani lijekovi poput aspirina i kontracepcijskih sredstava brzo troše tjelesne zalihe ovog vitamina.
Kada je Albert Szent-Györgyi von Nagyrapolt, liječnik otkrio C vitamin zapravo je u namirnicama s askorbinskom kiselinom pronašao čitav kompleks tvari srodan vitaminu C. Upravo je C-kompleks odgovoran za impresivna terapijska dostignuća. C-kompleks je zapravo kompleks tvari točnije askorbata i bioflavonoida. Bioflavonoida kao što je rutin, ima oko 800 vrsta i svi djeluju u sinergiji s vitaminom C. Kada bi u terapijske svrhe koristili čitav C-kompleks tada bi se terapijske doze mogle smanjiti, pa bi uz manje doze imali iste ili bolje učinke.

### Vitamin C i infekcije
Vitamin C potiče rad našeg imunološkog sustava i ubija bakterije. Ako ga ima dovoljno gotovo sve stanice u našem organizmu dobivaju potporu od ovog vitamina, ali najveću korist imaju interferon, antitijela i bijela krvna tjelešca (leukociti), koja tijekom bolesti gube vitamin C. Moguće je uspješno liječenje furunkuloze, koja se manifestira kao ružna kožna infekcija koja kao rezultat ima brojne čireve po koži. Vitamin C je uspješan u slučaju kada imamo infekcijom narušena bijela krvna tjelešca. Davan po jedan gram vitamina C bi posve očistilo kožu Međutim žrtve čireva čija su bijela krvna tjelešca normalno djeluju nemaju veće koristi od takvog lječenja.
Trkači maratona s jednim gramom dnevno vitamina C mogu izbjeći infekcije gornjih dišnih putova koje obično nastupaju nakon natjecanja

#### Virusne infekcije
Vitamin C bi mogao biti neobično dobro sredstvo protiv virusnih infekcija kao što su sindrom kroničnog umora, hepatitis i različite vrste herpesa pa i  AIDS-a. Kod virusnih infekcija postoji pravilo tolerancije crijeva koju je razvio Robert F. Cathcart. Što je veća tolerancija crijeva to više vitamina C možemo podnijeti. Kad organizam dokući da ima previše vitamina C crijeva se opuste i izazovu privremeni proljev, a što je bolest ozbiljnija, tolerancija je veća. Kod težih slučajeva mononukleoze, hepatitisa ili AIDS-a pacijenti tijekom dana mogu uzeti više od 50 grama C vitamina bez izazivanja proljeva.
Davanje velikih doza vitamina C intravenozno u praksu uvodi Fred Klenner koji je eksperimentirao s mega dozama vitamina C i tako liječio poliomijelitis kod osoba oboljelih od AIDS-a. Neradi se o posebnoj terapiji protiv AIDS-a, ali se pokazalo u laboratorijskim stručnim istraživanjima da C vitamin blokira razmnožavanje virusa u staničnim kulturama, nadalje vitamin C sprječava slabljenje imunološkog sustava. Vitamin C može služiti i za vanjsku primjenu kod liječenja Kaposijevih lezija kao česte komplikacije osoba s HIV virusom. Manje doze od 100 grama za oboljele od AIDS-a-a nisu toliko djelotvorne.

#### Bakterijske infekcije
Vitamin C se jednako bori i protiv bakterijskih infekcija. Imunološki sustav pruža dobar odgovor na C vitamin što je dobro jer je ponekad teško razlučiti virusne ili bakterijske upale pluća ili bronhitisa.C vitamin se dobro nosi s neugodnim infekcijama dišnih putova. Kod akutnog i infektivnog napada, ako imunološki sustav neometano radi pobijedit će oba izazova. Upravo bi tu strategiju trebali koristiti kod prvih znakova pojave neke bolesti svejedno radilo se o virusnoj ili bakterijskoj infekciji. Terapiju treba podupirati s cinkom, vitaminom A i bioflavonoidima.

#### Prehlada
Dokazi iz više od dvadeset istraživanja govore u prilog tvrdnji o smanjivanju jačine simptoma prehlade. No, vitamin C ne liječi prehladu. Jedan gram dnevno vitamina C može skratiti trajanje prehlade za oko 20%, ako se doze povećaju do 6 grama vitamin C se pokazuje nešto djelotvorniji u smanjivanju simptoma prehlade i skraćivanju trajanja.

### Astma i alergija
Vitamin C u dnevnim količinama od jednog grama počinje dijelovati kao antihistaminik. Međutim rezultati konzumiranja vitamina C u smislu manjih alergijskih reakcija ne moraju se primjećivati tjednima.
Više od sedam istraživanja ukazuju, da dnevne doze od 1-2 grama vitamina C poboljšavaju funkciju pluća i smanjuju opasnost od astmatičnog napada. Jednaka količina prema dvostruko slijepoj provjeri štiti bronhijske putove i pluća od niske temperature, peludne groznice i smoga. Dva grama vitamina C dnevno kod skupine djece i adolescenata posve su uklonila astmu izazvanu tjelesnim naporom.

### Karcinom
Mnogi vitamin C smatraju najsnažnijim antikarcenogenim hranjivom. Vitamin C je u ovom području medicine postao slavan, zbog sprječavanja stvaranja nitrosamina, kancerogene tvari. Nitrosamin se u tijelu stvara od nitrata, koji se nalaze u prerađenim mesnim namirnicama, duhanu, ali i u prirodnim želučanim izlučevinama. Djalovanje vitamina C ovdje doprinosi sprječavanju nastanka raka u želucu i gastrointestinalnom sustavu. Gram ili više askorbata dnevno smanjuje opasnost od raka želuca i predtumorskih lezija. Vitamin C štiti od raka dojke. crvikalnog raka te predtumorskih promjena stanica (cervikalna displazija). Nedovoljna konzumacija ovog vitamina povećava opasnost od raka gušterače, dok optimalna doza smanjuje tu opasnost.
Osamdeset i osam populacijskih studija je pokazalo, da vitaminom C možemo preventivno djelovati kod sljedećih malignih bolesti: rak debelog crijeva, rak mokraćnog mjehura, rak endometrija i raka jednjaka.
Kod osoba s karcinomom u završnoj fazi vitamina C podiže kvalitetu preostalog života i produljuje ga. Rađeno je istraživanje na 100 ljudi u završnoj fazi te opake bolesti s količinom od 10 grama dnevno. Preživjeli su četiri puta dulje od očekivanog, a nakon samo 5 dana terapije pacijenti su izjavljivali, da se osjećaju bolje, jače i prisebnije također im se poboljšao i tek. Brojne studije potvrđuju isto za višegramske doze C vitamina.
Vitamin C nije lijek protiv raka, ali pomaže tijelu svojim omatanjem u tkiva na način da štiti zdrave stanice pa se karcenogene stanice teže šire preko zdravog tkiva. Dokazano je da Vitaminom C možemo smanjiti posljedice konvencionalnih terapija protiv raka (kirurški zahvati, zračenje i kemoterapija) koje destruktivno djeluju na askorbate. Askorbinska kiselina već u dozi od 40 grama pojačava pozitivno djelovanje kemoterapije, a smanjuje one negativne popratne pojave kemoterapije kao što je opadanje kose.

### Srčane bolesti
Mala količina vitamina C u tkivima predstavlja stvarnu opasnost od srčanih bolesti. Sprječava pretvorbu masnoća u aterosklerotične naslage. Sprječava oksidaciju lipoproteina male gustoće. Izvedeno je istraživanje nad pušačima koji su dnevno uzimali 1 gram vitamina C kojim je dokazana smanjena oksidacija LDL kolesterola. Druga studija ukazuje da je debljina stjenke vratnih karotidnih arterija najveća kod osoba, koje konzumiraju male količine vitamina C, vitamina E i karotenoida. Vitamin E i beta-karoten usporavaju oksidaciju LDL-kolesterola, a potom ju vitamin C posve sprječava.
Gram vitamina C ima dvostruko veći antioksidacijski potencijal od čaše crnog vina, međutim vitamin C ne dijeli loša svojstva alkohola u trošenju mineralnih zalika i nadraživanju jetre. Dokazano je, da velika konzumirana količina askorbinske kiseline povećava koncentraciju dobrog HDL-kolesterola, oblika koji štiti arterije. Kada se dnevno koristi u dozi od dva grama primjećuje se smanjenje broja nenormalnih arterijskih splazama ili stezanja; kod oboljelih od srčanih bolesti.
Kako bi se odgovorilo na pitanje djelotvornosti vitamina C, kardiolozi su 119-orici pacijenata nad kojima je bio učinjen angioplastični zahvat davali po 500mg C vitamina dnevno. Uobičajeno je, da zbog ponovnog začepljenja krvnih žila jedna trećina takvih pacijenata bude ponovno podvrgnuta istom operativnom zahvatu, međutim samo je 14% pacijenata moralo ponoviti zahvat.

### Dijabetes tipa II
Dijabetes tipa II je dijabetes o inzulinu neovisan tip šećerne bolesti. Glavna posljedica te bolesti je ateroskleroza. Vitamin C ne liječi dijabetes, ali može blagotvorno djelovati, jer štiti od nakupljanja kolesterola i od štete koja može biti uzrokovana prevelikom razinom šećera - v.glikacija. Razina šećera se i dalje mora kontrolirati pravilnom prehranom, tabletama i redovnom tjelovježbom, no po nekim istraživanjima dva grama dnevno askorbinske kiseline ima učinak nadzora šećera (v. glukoze) u krvi.

### Ovisnost o drogama
Višegramske doze vitamina C i to do 50 grama dnevno posebice u kombinaciji s B-kompleksom pokazali su se dobrim u uklanjanju loših simptoma na terapiji odvikavanja od heroina. Vitamin C se pokazao sigurnijim i djelotvornijim od metadona, koji zapravo, ovisnost o jednoj tvari zamjenjuje drugom.

### Ostale bolesti
Visoki krvni tlak je jedan od čimbenika, koji doprinosi srčanim bolestima. Po nekim istraživanjima doza od jednog grama dnevno vitamina C bi trebala smanjiti krvni tlak.
Prevladavanje duševnih i tjelesnih posljedica uzrokovanih stresom dosta ovisi o vitaminu C. Nadbubrežna žljezda proizvodi hormone potrebne prilikom stresnih situacija. Ti hormoni sadrže više askorbata od bilo kojeg drugog djela tijela. Vitamin C pomaže u stvaranju stresnih hormona i štiti od toksina stvorenih njihovom tjelesnom pretvorbom.
Vitamin C nikako ne doprinosi mršavljenju, ali svakako sam postupak mršavljenja može pomoći. Ako koristimo razne redukcijske dijete ili samo smanjimo kalorijski unos za određeni broj kalorija i uz to koristimo tjelovježbu tada dolazi do izgaranja masnoća, ali u tom čitavom procesu dolazi i do oslobađanja toksina. Vitamin C potpomaže zdravo mršavljenje tako što sprječava oksidaciju i štiti organizam od toksina. Na kraju vitamin C potpomaže i jetru, da izdrži veće napore uzrokovane većim brojem slobodnih radikala oslobođenih tijekom gubitka težine.
Urični artritis, nastaje zbog taloženja mokračne kiseline na u zglobovima. Mokraćna kiselina je produkt razgradnje purina, koji se nalazi u mesu. Giht izaziva bolove u zglobovima i nateknuća zglobova. Jedina terapija je dijeta, dok su analgetici jedini izlaz kod bolova.
Prema nekom ispitivanju vitamin C u količini od 2 grama dnevno je usporio stvaranje žučnih kamenaca.
Vitamin C pruža očima antioksidativnu te tako sprječava nastanak mrene i usporava njezin razvoj. Za takvo djelovanje potrebno je oko 800mg dnevno C i to u kombinaciji s vitaminom E i prirodnim beta-karotenom. Askorbinska kiselina u dozi od 500 mg također smanjuje očni tlak (v. Glaukom) te tako smanjuje opasnost od nastanka glaukoma, mnogo češćeg kod nižih koncentracija vitamina C u organizmu

## Doziranje
| RDA Recommended Dietary Allowance i UL Tolerable Upper Intake Level - Vitamina C | RDA Recommended Dietary Allowance i UL Tolerable Upper Intake Level - Vitamina C |
| -------------------------------------------------------------------------------- | -------------------------------------------------------------------------------- |
| RDA za muškarca                                                                  | 90 mg po danu                                                                    |
| RDA za ženu                                                                      | 75 mg po danu                                                                    |
| Maksimalna gornja granica za muškarca                                            | 2,000 mg po danu                                                                 |
| Maksimalna gornja granica za ženu                                                | 2,000 mg po danu                                                                 |

RDA vitamina C nije dovoljna količina tog nutrijenta po mišljenju većine znanstvenika. Odnedavno, stručnjaci sugeriraju povećavanje RDA na 100 - 200 mg vitamina C dnevno za odrasle.  Doza vitamina C od 500mg, pa i od jednog grama, je postala politički ispravna što je opravdano činjenicom količine vitamina C u raznim farmaceutskim proizvodima askorbata (C-500, C-1000).  Uvijek je bolje koristiti prirodnu inačicu vitamina C, jer dolazi s bioflavonoidima. 75mg od ukupne količine vitamina C trebalo bi potjecati iz namirnica. 
Neki znanstvenici tvrde, da veće doze od 10 grama mogu poticati stvaranje bubrežnih kamenaca i da vitamin C u takvim dozama uništava tjelesne zalihe vitamina B{\displaystyle _{12}}, a neki opet tvrde, kako je uzimanje velikih doza izuzetno i nedvosmisleno sigurno i da su tvrdnje o suprotnom opovrgnute.
Činjenice:
- tijelo koristi vitamin C ubrzo nakon što ga primi zato dnevne doze treba raspodijeliti tijekom dana.
- u terapeutskom liječenju vitaminom C naglo prekidanje dnevne doze može dovesti do odskočnog skorbuta.
- Vitamin C je najbolje konzumirati s obrokom, jer probavni enzimi pospješuju koncentraciju vitamina u krvi.

### Preporučene dnevne doze
Znanstvenici se ne mogu posve složiti o potrebnoj količini vitamina C pa različite ustanove preporučuju različite količine. 
- 40 miligrama po danu: preporučuje UK agencija za hranu - UKFSA
- 45 miligrama po danu: preporučuje WHO (World Health Organization)[35]
- 60–95 miligrama po danu: Sjedinjene Američke Države - United States National Academy of Sciences

No definirana je i doza bez posebnog rizika za popratne pojave UL (Tolerable Upper Intake Level) za odraslog muškarca je 2,000 miligrama po danu.

#### Nezavisni znanstvenici i ustanove
Nezavisni znanstveni pioniri koji se ne slažu s RDA preporučenim dozama, izračunali su ove količine:
- 400 miligrama po danu: Linus Pauling Institute.[36]

- 500 miligrama po 12 sati, znači 1000 miligrama po danu: Profesor Roc Ordman, istraživač na polju biokemije specijaliziran za slobodne radikale.[37]

- 3,000 miligrama po danu (do 300,000 mg za vrijeme bolesti): Vitamin C Foundation.[38]

- 6,000–12,000 miligrama po danu: Thomas E. Levy, Colorado Integrative Medical Centre.[39]

- 6,000–18,000 miligrama po danu: Linus Paulingovo osobno korištenje vitamina C .[40]

### Mjere opreza
Prije uzimanja vitamina C treba se posavjetovati s liječnikom kod:
1. dijabetesa
2. bolesti bubrega i povećanog rizik od bubrežnih kamenaca

Treba prestati s uzimanjem askorbinska kiseline ako nastane alergijska reakcija - poteškoće s disanjem, sužavanje grla, oticanje usnica, jezika ili lica.
Treba smanjiti dozu ako se pojavi: proljev, mučnina ili disurija.

## Prirodni i umjetni izvori vitamina C
Bogati prirodni izvori vitamina C su voće i povrće. Vitamin C se može pronaći i u mesu posebice u jetri. Umjetni dodaci vitamina C su vitaminske tablete, sokovi i vitaminski prah.

### Biljni izvori vitamina C
Biljke su dobar izvor vitamina C, iako količina vitamina C u pojedinim biljnim vrstama varira i ovisi o: klimatskim uvjetima u kojima je biljka izrastala i kakvoći tla, svježini ploda (stajanjem ubrane biljke vitamin C oksidira) i zavisi o načinu obrađivanja biljke u svrhu konzumacije (kuhanje, sjeckanje, mljevenje).
Sljedeće tablice približno prikazuju relativne odnose količina vitamina C u pojedinim biljnim vrstama. Količina vitamina C je promatrana u miligramima za 100 grama biljne namirnice. Količine vitamina C su prikazane kao srednje vrijednosti od više mjerenja.
| Biljka                             | Količina askorbata (mg / 100g) |
| ---------------------------------- | ------------------------------ |
| Kakadu šljiva                      | 3150                           |
| Camu Camu -Myrciaria dubia         | 2800                           |
| Šipak                              | 2000                           |
| Acerola                            | 1600                           |
| Indijski ogrozd                    | 720                            |
| Kineska datulja                    | 500                            |
| Baobab                             | 400                            |
| Crni ribiz                         | 200                            |
| Crvena paprika                     | 190                            |
| Peršin                             | 130                            |
| Seabuckthorn                       | 120                            |
| Gujava                             | 100                            |
| Kivi                               | 90                             |
| Brokula                            | 90                             |
| Crne bobe - hibrid kupine i maline | 80                             |
| Ribizli - crveni                   | 80                             |
| Patuljasti dud                     | 60                             |
| Kaki jabuka                        | 60                             |

| Biljka               | Količina askorbata (mg / 100g) |
| -------------------- | ------------------------------ |
| Papaja               | 60                             |
| Jagode               | 60                             |
| Naranča              | 50                             |
| Limun                | 40                             |
| Dinja, kantalupa     | 40                             |
| Cvjetača             | 40                             |
| Greipfrut            | 30                             |
| Malina               | 30                             |
| Mandarina            | 30                             |
| Špinat               | 30                             |
| Kelj zeleni          | 30                             |
| Limeta- vrsta limuna | 20                             |
| Mango                | 20                             |
| Krumpir              | 20                             |
| Dinja, honeydew      | 20                             |
| Mango                | 16                             |
| Rajčica              | 10                             |
| Borovnica            | 10                             |
| Ananas               | 10                             |

| Biljka        | Količina askorbata (mg / 100g) |
| ------------- | ------------------------------ |
| Grožđe        | 10                             |
| Marelica      | 10                             |
| Šljiva        | 10                             |
| Lubenica      | 10                             |
| Banana        | 9                              |
| Mrkva         | 9                              |
| Avocado       | 8                              |
| Trešnja       | 7                              |
| Breskva       | 7                              |
| Jabuka        | 6                              |
| Kupina        | 6                              |
| Cikla         | 5                              |
| Kruška        | 4                              |
| Zelena salata | 4                              |
| Krastavac     | 3                              |
| Patlidžan     | 2                              |
| Smokva        | 2                              |
| Borovnica     | 1                              |
| Mušmula       | 0.3                            |

### Životinjski izvori vitamina C
Većina životinjskih vrsta sintetizira svoj vlastiti vitamin C. U jetri se nalazi najviše vitamina C. Životinjski izvor vitamina C nije pouzdan, a odeđena populacija ljudi (v. Vegani, Vegetarijanci) smatraju nehumanim ubijanje životinja radi konzumacije od strane čovjeka. Vitamin C nalazi se u majčinom mlijeku, dok se u pasteriliziranom mlijeku može pronaći u tragovima.
Sljedeće tablice približno prikazuju relativne odnose količina vitamina C u pojedinim životinjskim organima.Količina vitamina C je promatrana u miligramima za 100 grama životinjske namirnice. Količine vitamina C su prikazane kao srednje vrijednosti od više mjerenja.
| Namirnica                | Količina askorbata (mg / 100g) |
| ------------------------ | ------------------------------ |
| Teleća Jetra (sirova)    | 36                             |
| Goveđa jetra (sirova)    | 31                             |
| Kamenica (sirova)        | 30                             |
| Bakalarova ikra (pržena) | 26                             |
| Svinjska jetra (sirova)  | 23                             |
| Janjeći mozak (kuhani)   | 17                             |
| Pileća jetra (pržena)    | 13                             |
| Janjeća jetra (pečena)   | 12                             |
| Janjeće srce (prženo)    | 11                             |

| Namirnica                 | Količina askorbata (mg / 100g) |
| ------------------------- | ------------------------------ |
| Janjeći jezik (pirjan)    | 6                              |
| Ljudsko mlijeko (svježe)  | 4                              |
| Kozje mlijeko (svježe)    | 2                              |
| Kravlje mlijeko (svježe)  | 2                              |
| Goveđi odrezak (pržen)    | 0                              |
| Kokošije jaje (sirovo)    | 0                              |
| Svinjska panceta (pržena) | 0                              |
| Teleći narezak (pržen)    | 0                              |
| Pileći batak (pržen)      | 0                              |

#### Pripremanje hrane
Vitamin C postaje kemijski nestabilan pod određenim uvjetima koji mogu, ali i ne moraju biti ispunjeni termičkom obradom hrane. Kuhanjem hrane postižemo temperaturu od 100 °C što ne uzrokuje veći raspad vitamina C. Vitamin C se raspada na 190 °C. Međutim prženjem hrane postižemo temperaturu raspadanja vitamina C, isti efekt dobijemo dužim kuhanjem hrane, tako što izlažemo askorbat duže vremena temperaturi od 100 °C. 
Još jedan razlog nestanka vitamina C iz namirnica je ispiranje namirnica vodom zbog njegove topivosti, vitamin izlazi iz namirnice u vodu u kojoj se ta namirnica kuha. Isto tako je dokazano da vitamin C ne izlazi iz svih namirnica podjednakom brzinom, pa na primjer brokula najdulje zadržava vitamin C od bilo kojeg drugog voća i/ili povrća. Istraživanja su pokazala da svježe ubrane namirnice koje stoje u hladnjaku nekoliko dana ne gube značajne količine vitamina C, suprotno tvrdnjama nekih znanstvenika.